# Sericostoma indivisum
Sericostoma indivisum är en nattsländeart som beskrevs av Mclachlan 1880. Sericostoma indivisum ingår i släktet Sericostoma och familjen krumrörsnattsländor. Inga underarter finns listade i Catalogue of Life.